# Balbi (famiglia genovese)
Balbi è una famiglia genovese di commercianti ed imprenditori, assai influente nella Repubblica di Genova.
Originariamente detti Cepollina, si insediarono nel principio del XV secolo in Valle Scrivia; nel 1528 furono poi ascritti nel ventesimo Albergo, dei Pinelli.
Da questa famiglia prende nome via Balbi a Genova, aperta ed edificata tra il 1602 ed il 1620 in virtù di un accordo tra i Padri del Comune di Genova e la famiglia Balbi, nella persona di Stefano Balbi. Oggi sede del cuore della cittadella universitaria, nel Seicento la via faceva parte, assieme all'odierna Via Garibaldi, delle cosiddette Strade Nuove, sulle quali sorsero i cosiddetti palazzi dei Rolli.  Qui i Balbi costruirono ben cinque palazzi, il più grandioso dei quali, iniziato nel 1618, è oggi noto come Palazzo Reale.

## Esponenti illustri
- Francesco Maria Balbi (1671-1747), doge della Repubblica di Genova
- Costantino Balbi (1676-1741), doge della Repubblica di Genova

## Luoghi e architetture
- Palazzo Balbi a Campomorone, in val Polcevera (1590-1595)
- Via Balbi, una delle principali vie di Genova, sulla quale si affacciano i Palazzi Balbi, tutti appartenenti al complesso dei Rolli di Genova ed iscritti dall'UNESCO nel 2006 nel patrimonio dell'umanità:
  - Palazzo Gio Agostino Balbi o Palazzo Durazzo-Pallavicini
  - Palazzo Gio Francesco Balbi
  - Palazzo Giacomo e Pantaleo Balbi
  - Palazzo Francesco Balbi Piovera
  - Palazzo Stefano Balbi, o Palazzo Reale